# 道の駅大杉
道の駅大杉（みちのえき おおすぎ）は、高知県長岡郡大豊町杉にある国道32号の道の駅である。
大豊トンネル高松側にあり、高知県第1号の道の駅。

## 主な施設
- 駐車場
  - 普通車：15台
  - 大型車：1台
  - 身障者用：2台
- トイレ（いずれも24時間利用可能）
  - 男：大 2器、小 5器
  - 女：4器
  - 身障者用：2器
- 公衆電話
- レストラン
- 特産品販売所（8:00 - 17:00）
- 杉の大杉
- 美空ひばり遺影碑、歌碑

## 休館日
- 年中無休

## 周辺
- 高知自動車道大豊インターチェンジ
- JR四国土讃線大杉駅
- 豊楽寺薬師堂
- ゆとりすとパークおおとよ